# Майрън Хънт
Майрън Хъбард Хънт (на английски: Myron Hubbard Hunt) е американски архитект, чиито многобройни проекти включват известни забележителности в Южна Калифорния. През 1908 г. е избран за почетен член на Американския институт на архитектите.

## Биография

### Образование
Роден е на 27 февруари 1868 година в Сандърленд, Масачузетс, но по-късно семейството му се мести в Чикаго, където Хънт завършва гимназията Lake View High School. От 1888 до 1890 г. посещава Северозападния университет, след което се завръща в Масачузетс, за да учи в Масачузетския технологичен институт, където през 1893 г. се дипломира като бакалавър по архитектура. Прекарва три години в Европа, след което се завръща в Чикаго и започва работа като чертожник в местния офис на известната бостънска архитектурна фирма Shepley, Rutan and Coolidge.

### Кариера
През 1903 г. Хънт се мести в Лос Анджелис, където става партньор с Елмър Грей (Elmer Grey, 1871 – 1963) и отварят офис в Пасадина, Калифорния. Фирмата им става много популярна сред по-заможните жители на града, които през този период строят много скъпи къщи, и много скоро Хънт и Грей започват да проектират големи къщи в различни области на цяла Южна Калифорния. Започват да получават поръчки и за по-големи проекти, включително болници, хотели, училища и църкви.
През 1912 г. Хънт прекратява партньорството си с Елмър Грей и основава нова фирма с архитекта от Лос Анджелис Харолд Чеймбърс. По това време Хънт проектира редица библиотеки в Калифорния, най-известната от които е Централната библиотека на Пасадина.
Майрън Хънт се оттегля в Порт Уинийми, Калифорния, където умира на 26 май 1952 година.

## Проекти
- Хотел „Potter“ в Санта Барбара, 1902 г.
- Обсерваторията „Маунт Уилсън“, 1904 – 1913 г.
- Хотел „Амбасадор“ в Лос Анджелис, 1919 – 1921 г. (разрушен)
- Библиотека „Хънтингтън“ в Сан Марино, Калифорния, 1919 г.
- Стадион „Роуз Боул“ в Пасадина, Калифорния, 1921 г.

## Галерия
- Първа конгрегационна църква на Ривърсайд
- Хотел „Амбасадор“, Лос Анджелис
- Хотел „Виста дел Аройо“, Калифорния
- Хотел „Лангам Хънтингтън“, Калифорния
- „Бард Меншън“, Калифорния
- Библиотека „Малага Коув“, Палос Вердес, Калифорния
- Интериор на библиотека „Малага Коув“, Калифорния